# 湖南湘军足球俱乐部2006赛季
2006赛季是湖南湘军（湖南湘涛前身）征战中国足球职业联赛的第3年。该赛季球队成绩仍然未能取得进步，相反只取得最后一名从中甲联赛不幸降级至中乙联赛并解散。

## 赛季介绍
2006年1月9日，科力远集团正式将球队转让给湖南山川速生丰产林工程有限公司。3月6日，因为欠薪问题没有妥善解决，俱乐部办公室被部分球员和球员家长打砸。激愤的球员及其家长认为湖南湘军是“骗子公司”。在球队最为困难的情况下，前中国国家队球员郝海东曾经在6月6日短暂接手球队直到赛季结束。在当年的中甲联赛中，俱乐部以15分排名垫底，最终不幸降级至中国足球乙级联赛并解散。

## 球员名单
註釋：國旗表示球員在國際足聯資格規則定義的國家隊。球員可能擁有一個以上非國際足聯國籍。
| 號碼 |      | 位置 | 球員   |
| ---- | ---- | ---- | ------ |
| 1    | 中国 | 门将 | 符宾   |
| 2    | 中国 |      | 王华   |
| 3    | 中国 |      | 马晓明 |
| 4    | 中国 |      | 陈渝   |
| 5    | 中国 |      | 罗彤亮 |
| 6    | 中国 |      | 侯敬夫 |
| 7    | 中国 |      | 陈真   |
| 8    | 中国 |      | 周纯   |
| 9    | 中国 |      | 刘家庆 |
| 10   | 中国 |      | 王康   |
| 11   | 中国 |      | 王琛   |
| 12   | 中国 |      | 刘金   |
| 13   | 中国 |      | 李丹   |
| 14   | 中国 |      | 唐杰   |
| 15   | 中国 |      | 王锋庆 |
| 16   | 中国 |      | 张远杰 |
| 17   | 中国 |      | 廖玉权 |

| 號碼 |      | 位置 | 球員   |
| ---- | ---- | ---- | ------ |
| 18   | 中国 |      | 佟迪   |
| 19   | 中国 |      | 李铮   |
| 20   | 中国 |      | 王鑫   |
| 21   | 中国 |      | 吴振宇 |
| 22   | 中国 |      | 袁康   |
| 23   | 中国 |      | 赵云龙 |
| 24   | 中国 |      | 涂权新 |
| 25   | 中国 |      | 杨思源 |
| 26   | 中国 |      | 刘磊   |
| 27   | 中国 |      | 张磊   |
| 28   | 中国 |      | 孙鸿坤 |
| 29   | 中国 |      | 肖宇阳 |
| 30   | 中国 |      | 唐人   |
| 31   | 中国 |      | 唐宇轩 |
| 32   | 中国 | 门将 | 李实   |
| 33   | 中国 |      | 龚道胜 |

## 比赛

### 2006年中国足球甲级联赛
更新日期：2006年10月21日
- 第1轮，广州2-1湖南
- 第2轮，湖南0-1青岛
- 第3轮，成都1-0湖南
- 第4轮，湖南0-0上海
- 第5轮，延边1-0湖南
- 第6轮，湖南3-4南京
- 第7轮，河南1-0湖南
- 第8轮，轮空
- 第9轮，湖南1-2北京
- 第10轮，南昌1-0湖南
- 第11轮，湖南2-2山西
- 第12轮，江苏4-1湖南
- 第13轮，湖南2-1浙江
- 第14轮，湖南0-0广州
- 第15轮，青岛1-1湖南
- 第16轮，湖南0-3成都
- 第17轮，上海0-0湖南
- 第18轮，湖南1-1延边
- 第19轮，南京1-0湖南
- 第20轮，湖南0-2河南
- 第21轮，轮空
- 第22轮，北京0-0湖南
- 第23轮，湖南2-1南昌
- 第24轮，山西1-1湖南
- 第25轮，湖南1-1江苏
- 第26轮，浙江2-0湖南

### 2006年中国足协杯赛
- 因俱乐部经营管理存在巨大问题，原定湖南湘军与南京有有的足协杯赛第一轮比赛被取消，湖南湘军被取消参赛资格。